# 圣弥额尔广场 (卢卡)

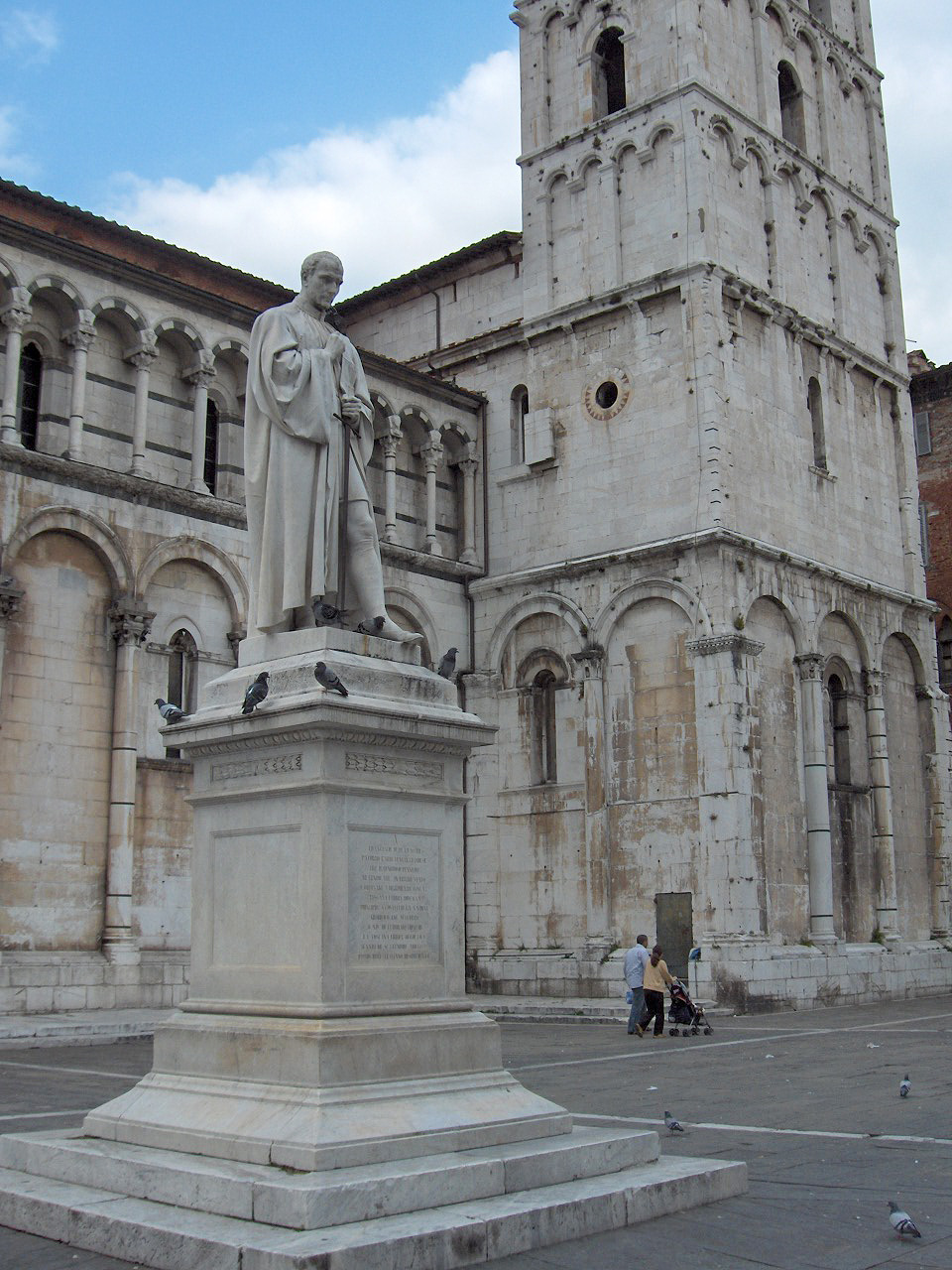
圣弥额尔广场

圣弥额尔广场（Piazza San Michele）是卢卡市中心的一个广场，该市主要道路的交汇点。它又称为链子广场（Piazza delle catene），因为广场周边的柱子用链子连接。
该广场是古代的罗马市集广场，与东西向轴线相切，包括圣保林街（Via San Paolino），罗马街（Via Roma）和圣十字街（Via Santa Croce），距离南北向的菲伦戈街（Via Fillungo）和Cenami街不远。
15世纪，圣弥额尔广场的地面用砖铺成人字图案，后来在18世纪用砖加高，周围环绕着灰色石柱。
1863年，由雕塑家Ulisse Cambi创作的 Francesco Burlamacchi 雕像安放在广场上。
这个广场上有宏伟的罗曼式教堂圣弥额尔教堂的白色石灰石立面。还有该市的民法法庭所在地执政官宫。
圣弥额尔广场在9月和12月圣诞期间举行展览，大约有100市场摊位。

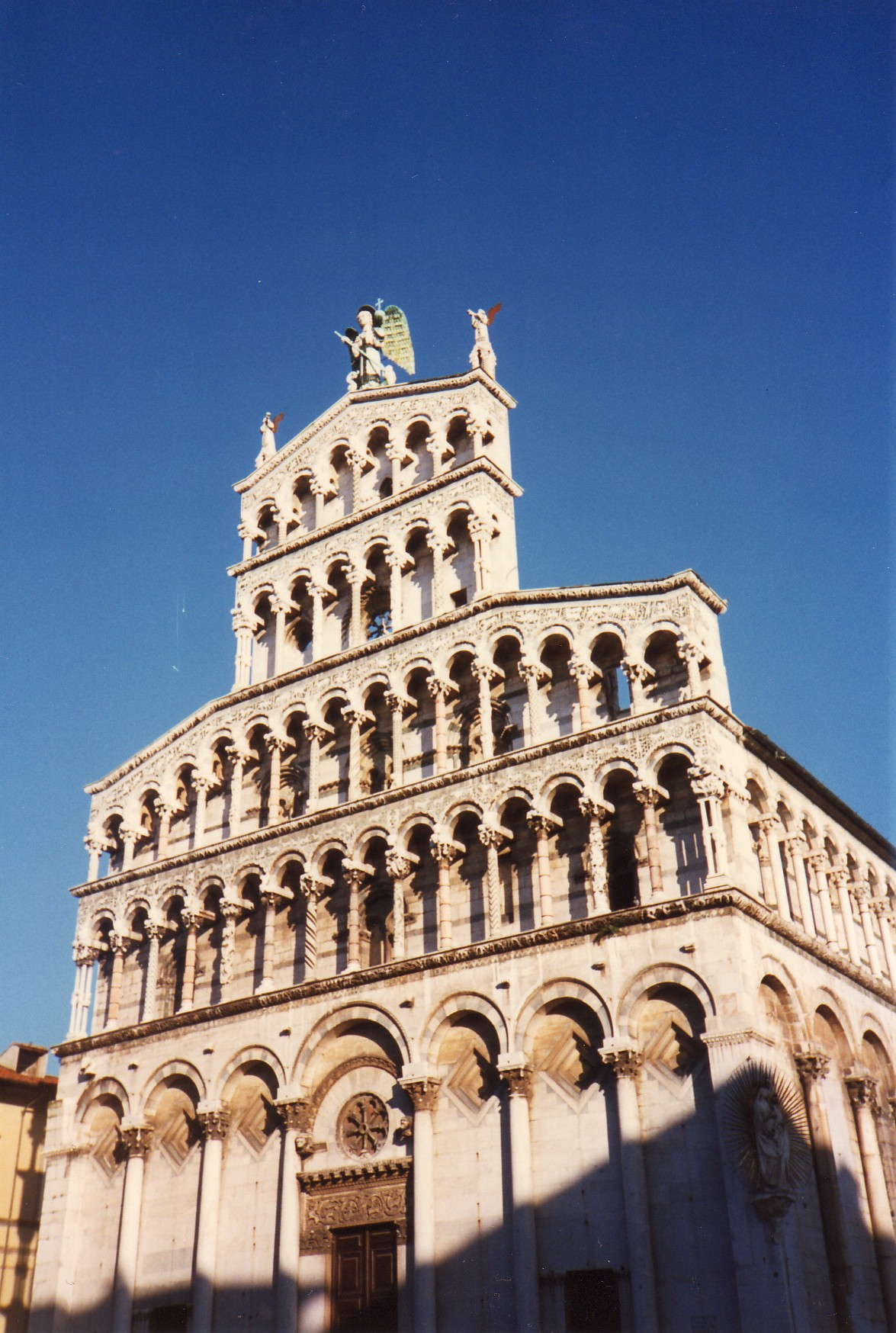
教堂立面
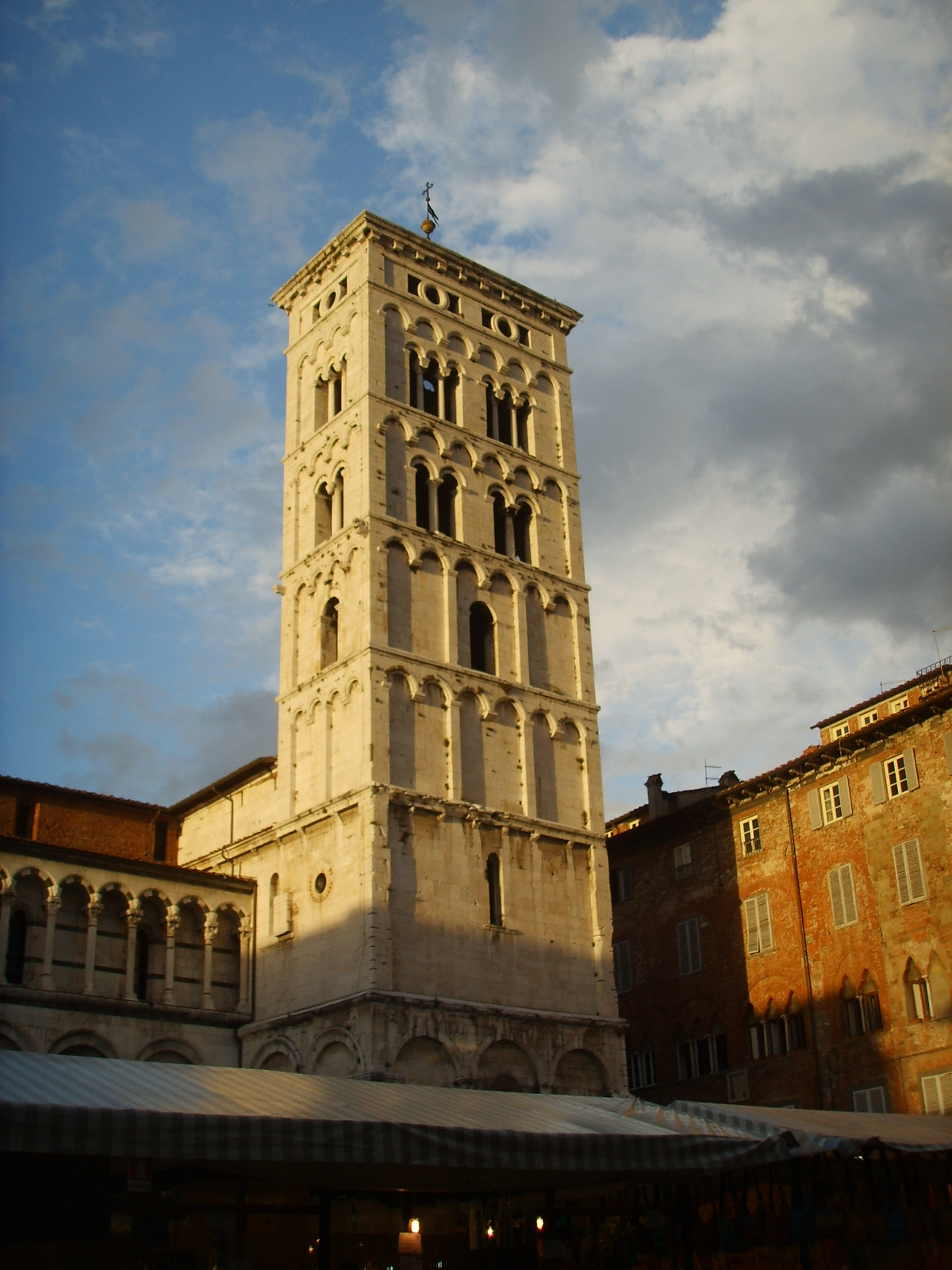
钟楼